# فرودگاه یینچوان هیدونگ
فرودگاه یینچوان هیدونگ (به انگلیسی: Yinchuan Hedong Airport) یک فرودگاه همگانی با کد یاتا INC است که یک باند فرود بتن دارد و طول باند آن ۳۲۰۰ متر است. این فرودگاه در کشور چین قرار دارد .

## شرکت‌های هواپیمایی و مقصدهای پروازی

### مسافری
| شرکت‌های هواپیمایی                   | مقصدهای پروازی |
| ----------------------------------- | --- |
| ایر چاینا                           | پکن، چانگچون لونگییا، چنگدو شوانگلیو، چنگچینگ ییانگبی، هانگجو ژیاشان، شانگهای پودنگ، ونچو یونگچیانگ، ووهان تیانهه، شی‌آن شیان‌یانگ |
| ایر چاینا اجرا توسط دالیان ایرلاینز | دالیان ژووشویزی، تیانجین بینهای |
| بیجینگ کپیتال ایرلاینز              | هایکو میلان، نانینگ ووژو |
| هواپیمایی شرقی چین                  | پکن، چانگشا هوانگهوا، چانگجو بنیو، چنگدو شوانگلیو، چنگچینگ ییانگبی، بایون گوآنگجو، هانگجو ژیاشان، هفئی ژینگیاو، کونمینگ چانگشوی، نانچانگ چانگبی، نانجینگ لوکو، نینگبو لیشه، کینگدائو لیوتینگ، شانگهای پودنگ، جییانگوشان، اورومچی دیووپو، ووهان تیانهه، سانن شوفانگ، تائویوان تایوان، زیامن گائوچی، شی‌آن شیان‌یانگ، ژنگژو سین‌ژنگ |
| China Express Airlines              | چنگچینگ ییانگبی، لیوپانشان گویان |
| هواپیمایی جنوبی چین                 | پکن، چانگشا هوانگهوا، چنگچینگ ییانگبی، دالیان ژووشویزی، بایون گوآنگجو، هایکو میلان، هوهوت بایتا، کوالالامپور, نانجینگ لوکو، نینگبو لیشه، شنینگ تخین، شنژن بن، تورپان جیائوهه، اورومچی دیووپو، شی‌آن شیان‌یانگ، سوژو گئوانئین، Zhangjiajie، ژنگژو سین‌ژنگ، زوهای سانزاهو                                                           |
| هواپیمایی امارات1                   | دوبی |
| فار ایسترن ایر ترنسپورت             | تائویوان تایوان |
| Fuzhou Airlines                     | فوژو چنگل، ووسو تائی‌یوان |
| GX Airlines                         | هایکو میلان، Mianyang |
| گرند چاینا ایر                      | پکن |
| هاینان ایرلاینز                     | بایون گوآنگجو، شی‌آن شیان‌یانگ |
| جوی ایر                             | لیوپانشان گویان، ووسو تائی‌یوان، شی‌آن شیان‌یانگ، Yulin |
| جونیائو ایرلاینز                    | شانگهای پودنگ |
| شاندونگ ایرلاینز                    | پکن، Changzhi، جینان یاکیانگ، کینگدائو لیوتینگ، شیاژونگ ژنگدینگ، اورومچی دیووپو، ووهان تیانهه، زیامن گائوچی، سینینگ کائوجیابو |
| شانگهای ایرلاینز                    | شانگهای پودنگ، کوه ووتای |
| شنژن ایرلاینز                       | بایون گوآنگجو، نانجینگ لوکو، شنژن بن، ووسو تائی‌یوان، سانن شوفانگ، شی‌آن شیان‌یانگ |
| سیچوان ایرلاینز                     | چنگدو شوانگلیو، چنگچینگ ییانگبی، دوبی، بایون گوآنگجو، گایلین لیانگ‌جیانگ، هاربین تایپینگ، سانیا فونیکس |
| اسپرینگ ایرلاینز                    | سووارنابومی، کینگیانگ، شانگهای پودنگ |
| تیانجین ایرلاینز                    | هوهوت بایتا، لانجو ژنگچوان، نانینگ ووژو |
| ژیامن ایرلاینز                      | فوژو چنگل، هانگجو ژیاشان، ووهان تیانهه، زیامن گائوچی، شی‌آن شیان‌یانگ، ژنگژو سین‌ژنگ |

^  Emirates flight to Dubai–International originates from ژنگژو سین‌ژنگ and makes an intermediate stop in Yinchuan. However, Emirates does not have Eighth freedom rights to transport passengers between Zhengzhou and Yinchuan.